# NGC 5655
NGC 5655 is een spiraalvormig sterrenstelsel in het sterrenbeeld Ossenhoeder. Het hemelobject werd op 4 april 1831 ontdekt door de Britse astronoom John Herschel.

## Synoniemen
- UGC 9333
- MCG 2-37-20
- ZWG 75.60
- KUG 1428+141
- IRAS 14284+1411
- PGC 51857